# Вуїчі-Вояковацькі
Вуїчі-Вояковацькі (хорв. Vujići Vojakovački) — населений пункт у Хорватії, у Копривницько-Крижевецькій жупанії у складі міста Крижевці.

## Населення
Населення за даними перепису 2011 року становило 57 осіб.
Динаміка чисельності населення поселення: